# Графский переулок (Москва)
Гра́фский переу́лок — улица в Алексеевском районе Северо-Восточного административного округа города Москвы, между проспектом Мира и 3-й Мытищинской улицей.

## История
Переулок возник в XIX веке на землях, принадлежавших графам Шереметевым, отсюда и название. Неподалёку находились также 1-й и 2-й Графские переулки (ныне упразднены).

## Расположение
Графский переулок начинается от проспекта Мира, проходит на восток, пересекает Кучин переулок, проходит вдоль Пятницкого кладбища и заканчивается на 3-й Мытищинской улице.

## Транспорт
По переулку проходит маршрут автобуса № 714 (только в сторону улицы Павла Корчагина).
На участке от Кучина переулка до 3-й Мытищинской улицы организовано одностороннее движение.

## Учреждения и организации
- Дом 4/9 — Управление Роспотребнадзора по городу Москве; Центр гигиены и эпидемиологии в Москве; Московский фонд содействия санитарно-эпидемиологическому благополучию населения; журнал «СЭС»;
- Дом 9 — Таксомоторный парк № 1. Открыт в 1939 году[4]. Первое четырёхэтажное здание гаража было рассчитано на 630 машин «М-1» (автор проекта — инженер А. Полудень)[5]. В 1969 году таксомоторный парк был реконструирован[6]. В 1975 году было построено новое четырёхэтажное здание гаража, рассчитанное на 500 «Волг»[7]. В 1960-х годах в таксомоторном парке появилось мозаичное панно[8].
- Дом 10/12, строение 1 — Мосводоканал № 10 (Восточный, Северо-Восточный, Центральный административные округа);
- Дом 12 — ГУП «Мосгаз» Управление № 1;
- Дом 14 — МГП «Спецавтоматика». В советское время по этому адресу размещался дом спорта «Мир». В начале 1980-х годов действовало 13 спортивных секций, в которых тренировалось более 300 детей[9].